# Eino E. Suolahti

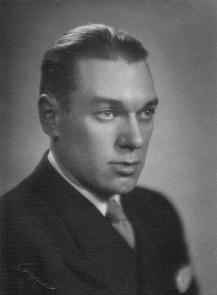
Eino E. Suolahti.

Eino Edvard (Nenno) Suolahti, född 28 november 1914 i Helsingfors, död 21 november 1977 i Helsingfors, var en finländsk historiker.
Suolahti var son till Eino Suolahti, men historiker som sin farbror Gunnar Suolahti och sin kusin Jaakko Suolahti. Han erhöll professors titel 1967. Från 1947 var han docent i kulturhistoria vid Helsingfors universitet. Från 1951 till 1966 var han litterär chef på Werner Söderström Oy och chef för Akademiska bokhandeln från 1966.
I sin forskargärning fokuserade han sig på 1600-talshistoria och på Helsingfors stads historia.